# Гальдар
Гальдар (ісп. Gáldar) — муніципалітет в Іспанії, у складі автономної спільноти Канарські острови, у провінції Лас-Пальмас, на острові Гран-Канарія. Населення — 24 473 особи (2010).
Муніципалітет розташований на відстані близько 1750 км на південний захід від Мадрида, 21 км на захід від міста Лас-Пальмас-де-Гран-Канарія.
На території муніципалітету розташовані такі населені пункти: (дані про населення за 2010 рік)
- Кайдерос: 274 особи
- Фагахесто: 132 особи
- Гальдар: 11147 осіб
- Хункалільйо: 241 особа
- Пуерто-де-Сардина: 3761 особа
- Сан-Ісідро: 2407 осіб
- Саусільйо: 218 осіб
- Оя-де-Пінеда: 204 особи
- Лос-Кінтанас-і-Пісо-Фірме: 2618 осіб
- Барріаль: 1996 осіб
- Мармолехос: 1475 осіб

## Демографія
Динаміка населення (INE ):

## Галерея зображень

Розташування муніципалітету на острові Гран-Канарія
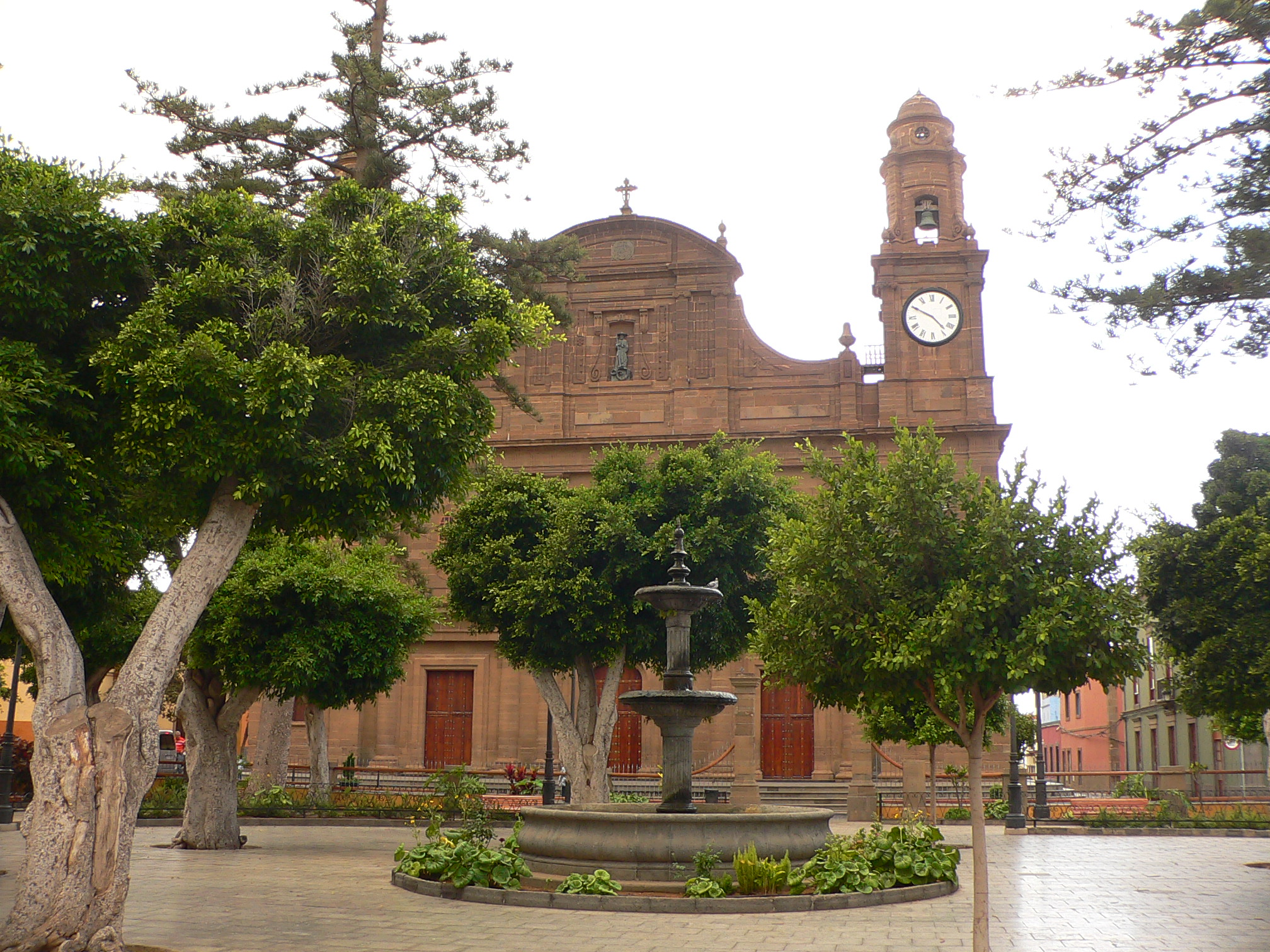
Церква Сантьяго-де-лос-Кабальєрос
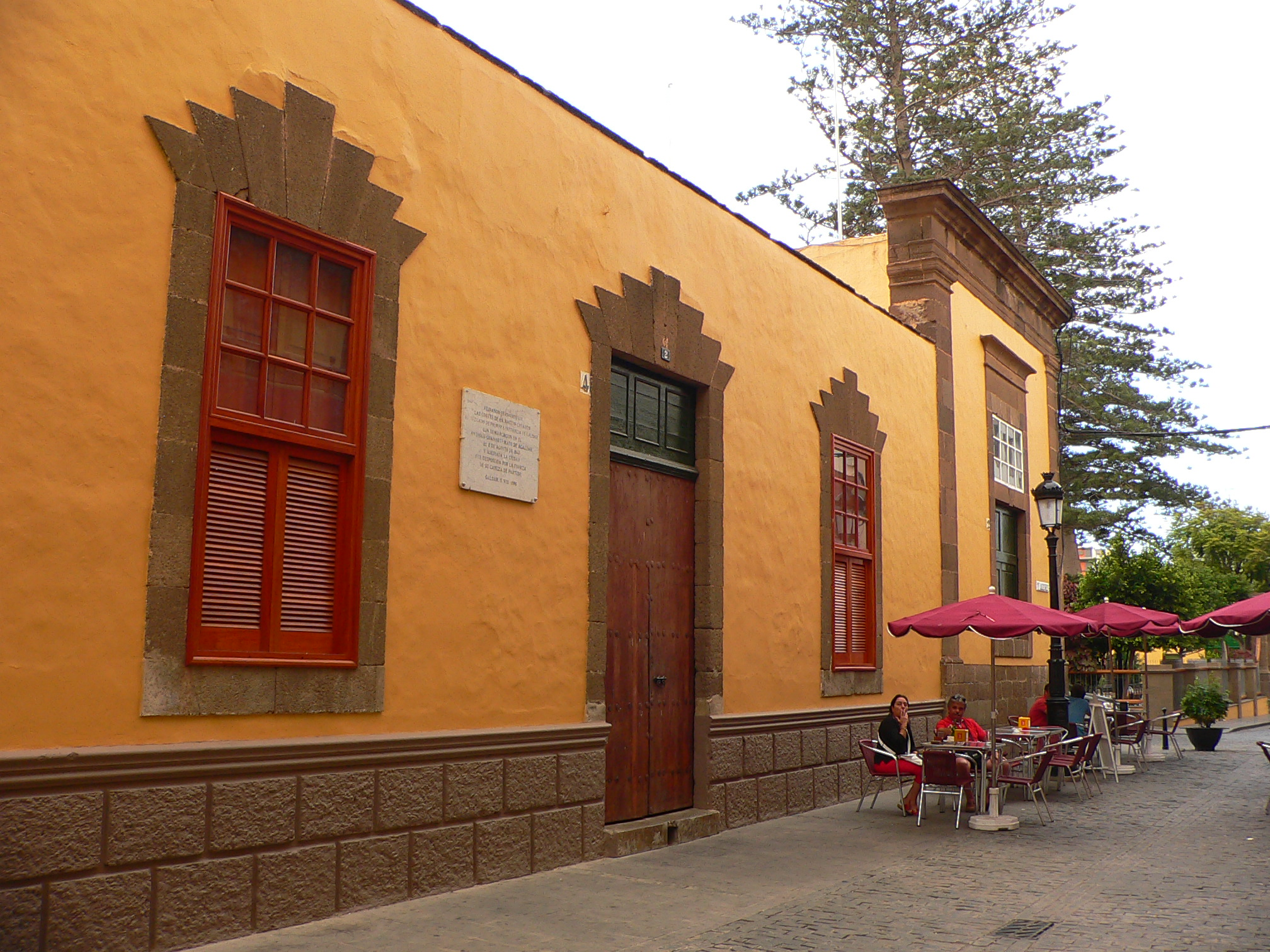
Вулиця старої частини міста Гальдар